# Gustavo Olivares Faúndez
Gustavo Olivares Faúndez (Ovalle, 19 de febrero de 1898-Santiago, 5 de julio de 1960) fue un químico farmacéutico y político radical chileno. Hijo de Belisario Olivares Pérez y Elena Faúndez. Contrajo matrimonio en Ovalle en 1927 con María Elena Barrios Barbaste.

## Carrera profesional
Educado en el Liceo de Hombres de Ovalle y de La Serena. En la Universidad de Chile obtuvo el título de Químico Farmacéutico (1920), con la tesis “Industria de perfumería”.
Ejerció su profesión en Curicó y en Ovalle (1920-1925), llegando a ser dueño de la Farmacia "Olivares". Realizó algunos negocios mineros, agrícolas en el fundo "El Ingenio" en Ovalle. Tuvo una importadora de artículos farmacéuticos y fue gerente de Laboratorios Sanderson.

## Carrera política
Militante del Partido Radical, siendo presidente de la colectividad en Ovalle. 
En 1938, Pedro Enrique Alfonso Barrios fue designado Ministro del Interior y lo reemplazó en el Congreso Nacional por Federico Alfonso Muñoz, quien prestó juramento el 1 de marzo de 1939. Sin embargo, éste falleció el 7 de noviembre, por lo que el Tribunal Calificador dio ganador por oficio a Gustavo Olivares, asumiendo por el período pendiente en representación de la 4.ª agrupación departamental de La Serena, Coquimbo, Elqui, Ovalle e Illapel (1939-1941).
En las elecciones de 1941 fue elegido Diputado en propiedad por la misma agrupación departamental (1941-1945). En esta oportunidad fue miembro de la comisión de Asistencia Médico-Social e Higiene. Reelecto Diputado (1945-1949), integró ahora la comisión permanente de Trabajo y Legislación Social. En las elecciones de 1949 volvió a ser electo (1949-1953), siendo parte de la comisión de Vías y Obras Públicas.
Socio fundador y director del Colegio de Farmacéuticos (1950); director de la Compañía de Seguros “La Previsión”. Socio de la Liga Protectora de Estudiantes y de los Boys Scouts. Presidente y socio del Rotary Club.